# 지질 대사
지질 대사(脂質 代謝, 영어: lipid metabolism)는 세포에서 지질 합성 및 분해 과정으로, 에너지 생성을 위한 지방의 분해와 세포막 구성에 관여하는 것과 같은 구조적 및 기능적 지질의 합성을 포함한다. 동물에서 이러한 지방은 음식물을 통해 얻거나 간에서 합성된다. 지질 합성은 이러한 지방을 합성하는 과정이다. 음식물의 섭취를 통해 인체에서 발견되는 지질의 대부분은 중성 지방과 콜레스테롤이다. 신체에서 발견되는 다른 유형의 지질은 지방산과 막지질이다. 지질 대사는 종종 식이 지방의 소화 및 흡수 과정으로 간주된다. 생물체가 에너지를 얻기 위해 사용할 수 있는 지방의 두 가지 공급원으로는 섭취한 식이 지방과 저장 지방이 있다.

## 같이 보기
- 지질
- 지방
- 지방산